# Margarita Becedas González
Margarita Becedas González (Zamora, 1960) es directora de la Biblioteca General Histórica de la Universidad de Salamanca.

## Biografía
Nació en Zamora en 1960. Licenciada en Filología Hispánica por la Universidad de Salamanca, en 1983, pero su poco interés en dar clase le llevó a hacer una oposición para bibliotecas. Desde 1986, en el Cuerpo Facultativo de Bibliotecarios del Estado. Fue responsable de los sistemas bibliotecarios de las universidades de Valladolid (1986-1989), y de Salamanca (1990-1997).Desde el año 2000, fue profesora del Título Propio de la Universidad de Salamanca “Evaluación y Gestión del Patrimonio Cultural”. Desde 2021 vicepresidenta del Centro de Estudios Salmantinos (CES) y coordinadora de su junta de publicaciones.Desde 1997 a 2025,directora de la Biblioteca General Histórica de la Universidad de Salamanca.
En el año 1997, cuando llegó a la dirección de la Biblioteca General de Salamanca, se encontró ante un reto impresionante: modernizar una biblioteca de la que se tenían noticias desde el año 1254. No solo había que modernizarla, sino conservar y difundir todo lo que habían recibido como legado.
Fue miembro del Patronato de la Biblioteca Nacional de España y de la Junta directiva de la Asociación Española de Bibliografía. Pertenece al Grupo de Patrimonio de la Red de Bibliotecas Universitarias Españolas (REBIUN). Es miembro del Centro de Estudios Brasileños y del Instituto del Instituto de Estudios Medievales y Renacentistas de la Universidad de Salamanca. Vicepresidenta del Centro de Estudios Salmantinos.

## Obra
Es autora de medio centenar de publicaciones --monografías, artículos y catálogos de exposiciones--, en solitario y en colaboración, centradas en el libro antiguo, bibliotecas históricas y gestión de bibliotecas. Entre sus publicaciones destacan dos monografías: "Tesoros de la Antigua Librería de la Universidad de Salamanca" (Ediciones Universidad de Salamanca, 2002), "Las bibliotecas históricas de Castilla y León" (Valladolid, Junta de Castilla y León, 2007).